# بوهوش
شهر بوهوش (به رومانیایی: Buhuşi) در شهرستان بکو در کشور رومانی واقع شده‌است. جمعیت این شهر ۲۱٬۹۹۳ نفر  است.

## نگارخانه

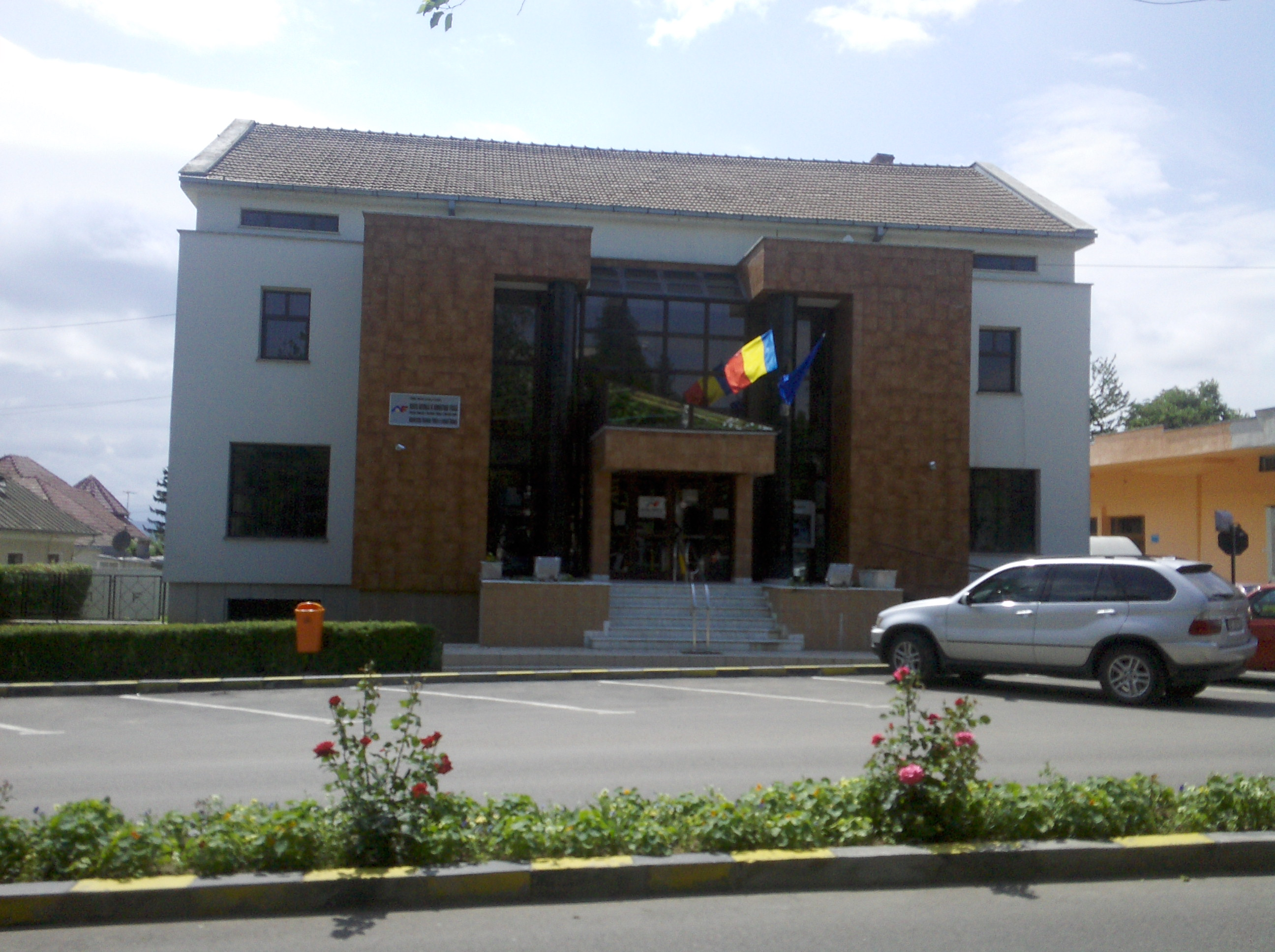
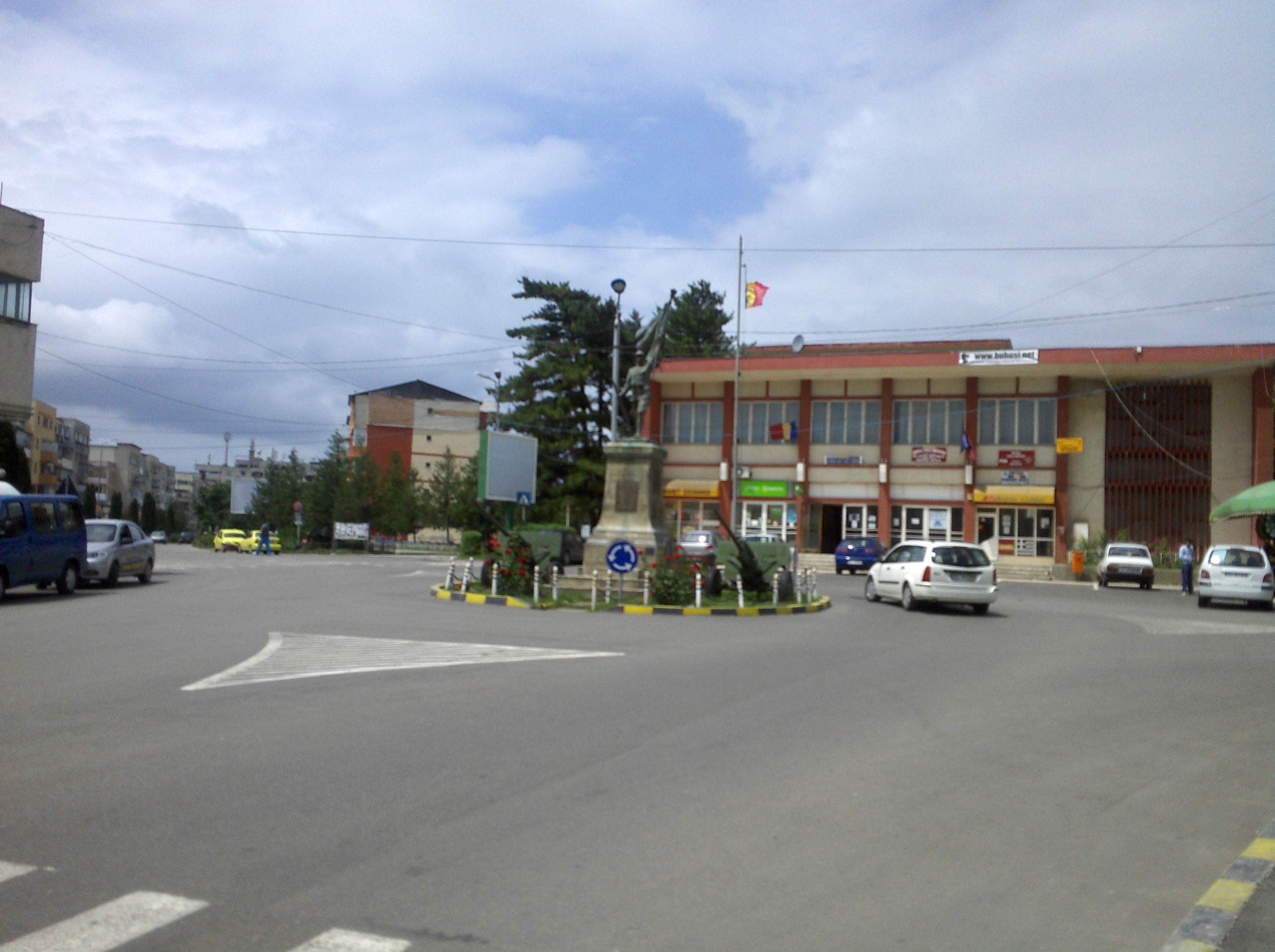
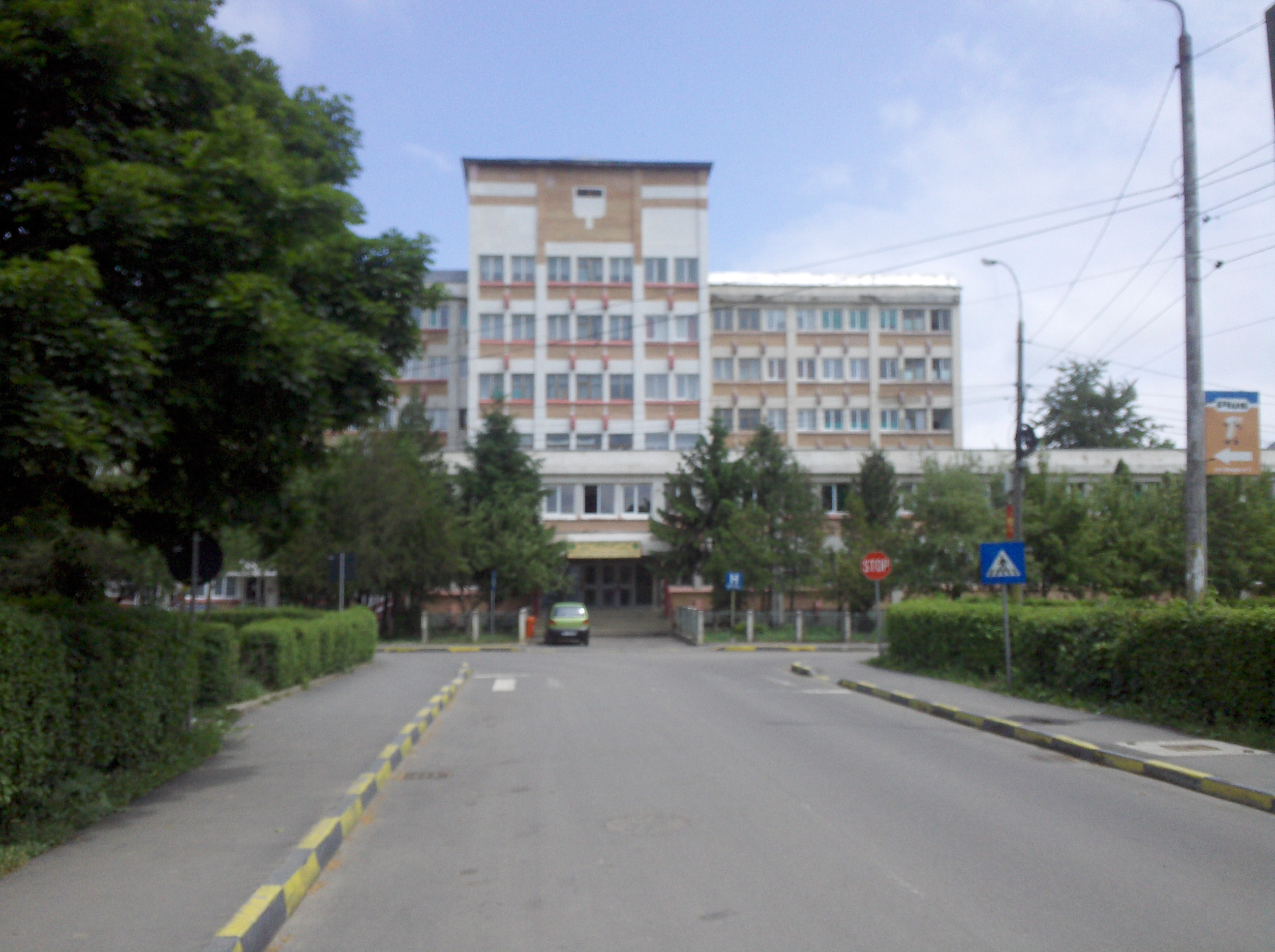
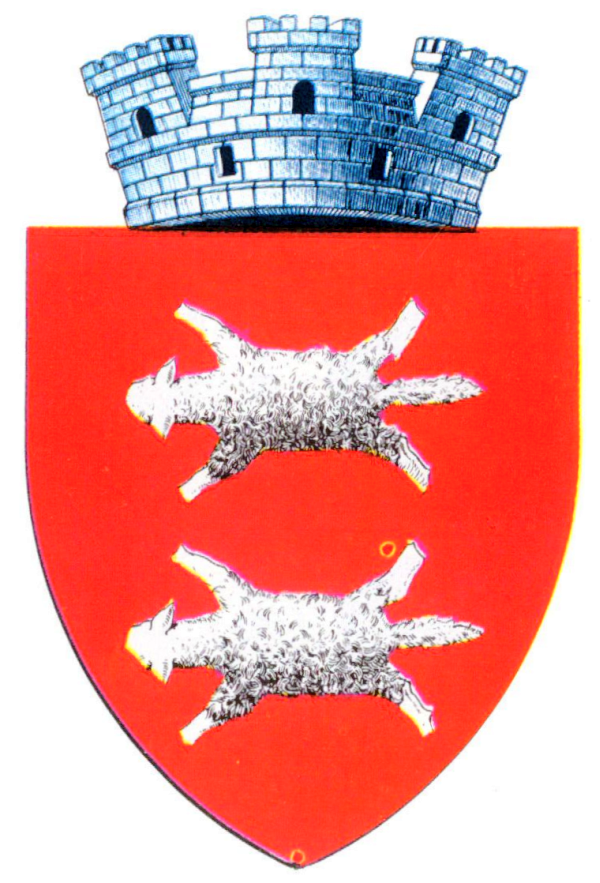